# Maurice Buffière
Maurice Pierre Joseph Buffière (* 6. März 1934 in Oullins; † 28. Juni 2021 in Lyon) war ein französischer Basketballspieler.

## Biografie
Maurice Buffière nahm mit der Französischen Nationalmannschaft an den Olympischen Sommerspielen 1956 in Melbourne teil.
Auf Vereinsebene war er für ASVEL Lyon-Villeurbanne und Stade Auto Lyon aktiv. Zudem agierte er als Spielertrainer beim Basket Club Montbrison, mit dem er Meister in der zweithöchsten Spielklasse des Landes wurde. Danach trainierte er ASVEL Lyon-Villeurbanne und später Basket CRO Lyon.
Sein Bruder André war ebenfalls Basketballspieler und nahm an den Olympischen Sommerspielen 1948 und 1952 teil.